# Văleni-Dâmbovița
Văleni-Dâmbovița è un comune della Romania di 2 864 abitanti, ubicato nel distretto di Dâmbovița, nella regione storica della Muntenia.
Il comune è formato dall'unione di 2 villaggi: Mesteacăn e Văleni-Dâmbovița.